# Gaélico canadense
O gaélico canadense (português brasileiro) ou canadiano (português europeu), (em gaélico: Gàidhlig Chanada, A' Ghàidhlig Chanadach ou Gàidhlig Cheap Bhreatainn, conhecido localmente como gaèlic) é uma mistura de dialetos vindos da Escócia falada por mais de 200 anos em algumas áreas do Canadá, especialmente na ilha de Cape Breton, Nova Escócia e na ilha do Príncipe Eduardo. Ainda existem pequenos grupos de falantes em Ontário e New Brunswick. O gaélico canadense não deve ser confundido com os irlandês de Newfoundland, mesmo que sejam semelhantes.